# Hotel El Algarrobico

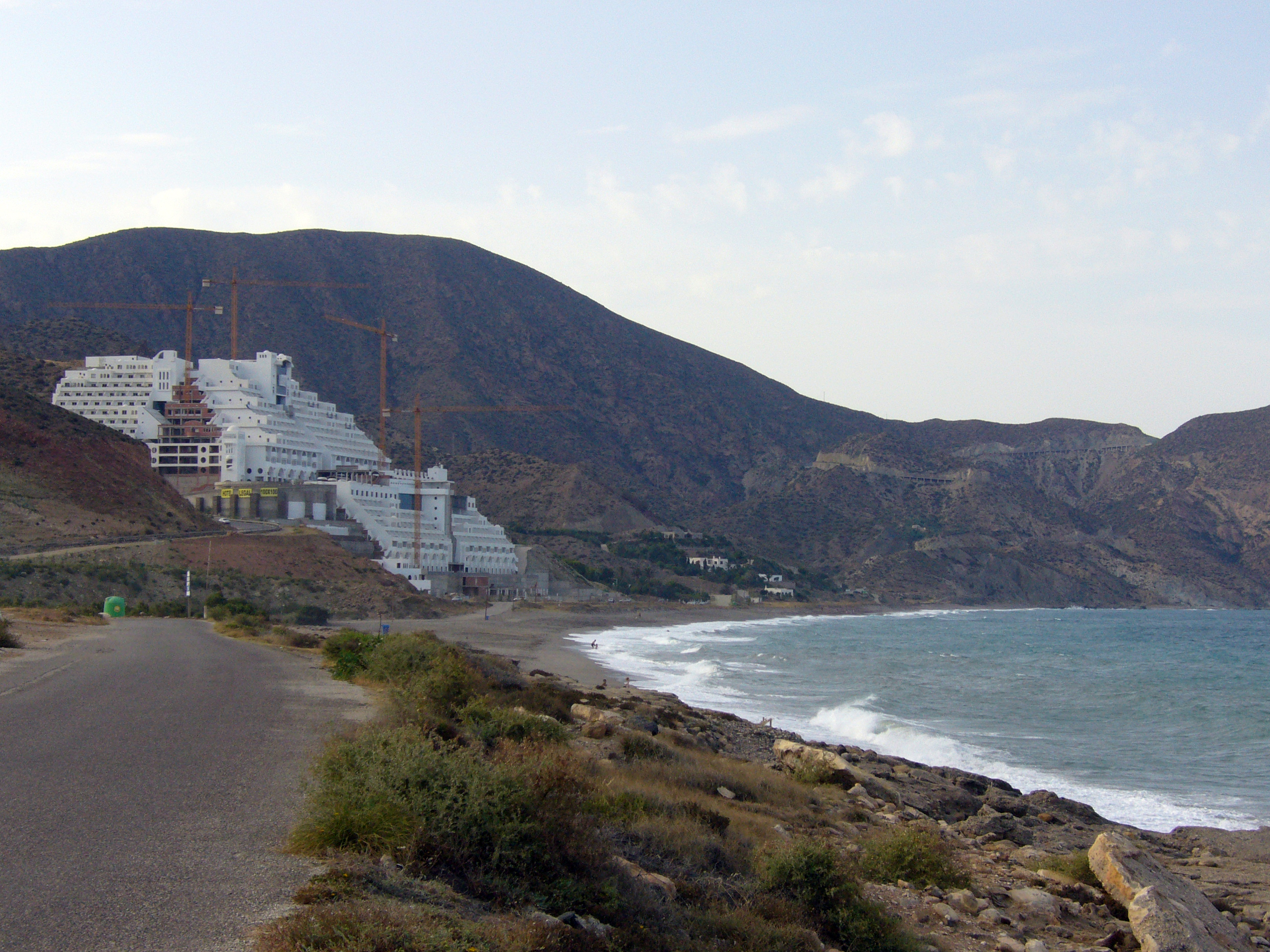
Hotel El Algarrobico, 2006

Das Hotel El Algarrobico ist eine Bauruine am Playa del Algarrobico 4 km nördlich von Carboneras. Es liegt im Naturpark Parque Natural de Cabo de Gata-Níjar. Es nimmt eine Fläche von 16 Hektar ein. Das Gebäude mit 21 Stockwerken war für 411 Zimmer geplant. 2003 begonnen, wurde der Bau 2005 gestoppt. 2016 wurde das Bauprojekt nach einem zehnjährigen Rechtsstreit für illegal erklärt. 2021 konnte der Abriss noch nicht erfolgen, weil die Gemeinde die Baugenehmigung noch nicht offiziell zurückgezogen hatte.